# Großer Preis von Österreich 2023
Der Große Preis von Österreich 2023 (offiziell Formula 1 Rolex Großer Preis von Österreich 2023) fand am 2. Juli auf dem Red Bull Ring in Spielberg statt und war das neunte Rennen der Formel-1-Weltmeisterschaft 2023.

## Bericht

### Hintergründe
Nach dem Großen Preis von Kanada führte Max Verstappen in der Fahrerwertung mit 69 Punkten vor Sergio Pérez und mit 78 Punkten vor Fernando Alonso. In der Konstrukteurswertung führte Red Bull Racing mit 154 Punkten vor Mercedes und mit 167 Punkten vor Aston Martin.
Pirelli stellte den Fahrern die Reifenmischungen C3 Hard (weiß), C4 Medium (gelb) und C5 Soft (rot) sowie Cinturato Intermediates (grün) und Cinturato Full-Wets (blau) für nasse Bedingungen zur Verfügung.
Im Rahmen des Grand Prix wurde der zweite Sprint der Saison ausgetragen. Der Terminplan sah den Samstag ausschließlich für das Sprintrennen (Shootout + Rennen) vor. Das Qualifying fand bereits am Freitag um 17:00 Uhr statt; das Rennen am Sonntag um 15.00 Uhr.
Pierre Gasly (acht), George Russell (sechs), Yuki Tsunoda, Lance Stroll (jeweils fünf), Lando Norris, Nico Hülkenberg, Alexander Albon, Zhou Guanyu (jeweils drei), Verstappen, Pérez, Carlos Sainz jr., Alonso, Esteban Ocon (jeweils zwei), Charles Leclerc und Kevin Magnussen (jeweils einer) gingen mit Strafpunkten ins Wochenende.
Magnussen bestritt seinen 150. Grand Prix.
Mit Verstappen (dreimal), Lewis Hamilton, Valtteri Bottas und Leclerc (jeweils einmal) traten vier ehemalige Sieger zu diesem Grand Prix an. Zudem gewannen Verstappen und Hamilton jeweils einmal den Großen Preis der Steiermark, der ebenfalls auf dem Red Bull Ring ausgetragen wurde.
Als Rennkommissare für dieses Rennwochenende fungierten Garry Connelly (AUS), Mathieu Remmerie (BEL), Enrique Bernoldi (BRA) und Walter Jobst (AUT).

### Training
Im ersten und einzigen freien Training war Verstappen mit einer Zeit von 1:05,742 Minuten der Schnellste vor Sainz jr. und Leclerc.

### Qualifying
Das Qualifying bestand aus drei Teilen mit einer Nettolaufzeit von 45 Minuten. Im ersten Qualifying-Segment (Q1) hatten die Fahrer 18 Minuten Zeit, um sich für das Rennen zu qualifizieren. Alle Fahrer, die im ersten Abschnitt eine Zeit erzielten, die maximal 107 Prozent der schnellsten Rundenzeit betrug, qualifizierten sich für den Grand Prix. Die besten 15 Fahrer erreichten den nächsten Qualifikationsabschnitt. Verstappen war Schnellster. Tsunoda, Zhou, Logan Sargeant, Magnussen, Nyck de Vries schieden aus.
Der zweite Abschnitt (Q2) dauerte 15 Minuten. Die schnellsten zehn Piloten qualifizierten sich für den dritten Teil des Qualifyings. Verstappen war Schnellster. Russell, Ocon, Oscar Piastri, Bottas und Pérez schieden aus.
Der letzte Abschnitt (Q3) ging über eine Zeit von zwölf Minuten, in denen die ersten zehn Startpositionen vergeben wurden. Verstappen sicherte sich mit einer Zeit von 1:04,391 Minuten die Pole-Position vor Leclerc und Sainz jr.

### Sprint-Shootout
Der Shootout für den Sprint fand am Samstagvormittag stand.
Der Shootout bestand wie schon das Qualifying aus drei Teilen mit einer Nettolaufzeit von 30 Minuten. Im ersten Segment hatten die Fahrer 12 Minuten Zeit, um sich für den Sprint zu qualifizieren. Die besten 15 Fahrer erreichten den nächsten Abschnitt. Sainz war Schnellster. Die beiden Alfa-Romeo-Fahrer, Oscar Piastri, Hamilton und Sargeant schieden aus.
Der zweite Abschnitt dauerte zehn Minuten. Die schnellsten zehn Piloten qualifizierten sich für den letzten Teil des Shootouts. Verstappen war Schnellster. Albon, Gasly, beide AlphaTauri-Piloten und Russell (ohne eine gesetzte Zeit) schieden aus.
Der letzte Abschnitt ging über eine Zeit von acht Minuten. Verstappen sicherte sich die Pole vor Pérez und Norris.

### Sprintrennen
Das Sprintrennen ging über 24 Runden. Aufgrund der nassen Streckenverhältnisse gingen alle Fahrer mit den Intermediates in die Einführungsrunde. Eine Ausnahme bildete hier Bottas auf Platz 19, welcher versuchte mit Slicks zu starten. Da allerdings schnell klar war, dass es für Trockenreifen noch zu nass war, ging Bottas direkt an die Box um ebenfalls auf Intermediates zu wechseln.
Verstappen gewann den Sprint vor Pérez und Sainz jr. Nach dem Start kam es zu einem durchaus harten Zweikampf zwischen den beiden Teamkollegen Verstappen und Pérez, da Pérez den besseren Start hatte und kurzzeitig an Verstappen vorbeikam. Verstappen konnte sich letztlich allerdings durchsetzen und einen Vorsprung von gut 21 Sekunden innerhalb von 24 Runden rausfahren.

### Rennen
Verstappen konnte sich am Start gegen Leclerc durchsetzen und behielt die Führung. Hülkenberg schied in der 12. Runde aufgrund technischer Probleme an seinem Auto aus und wurde zum einzigen Ausfall des Rennens. Verstappen konnte sich im Laufe des Rennens immer weiter absetzen und fuhr einem ungefährdeten Sieg entgegen, er gewann schlussendlich das Rennen vor Leclerc und seinem Teamkollegen Pérez, welcher von Platz 15 aus auf das Podium fuhr. Vierter wurde Sainz jr., Norris Fünfter. Alonso kam auf Platz 6 ins Ziel, dahinter Hamilton, Russell, Gasly und Stroll auf den anderen Punkterängen. Verstappen fuhr zusätzlich die schnellste Rennrunde und sicherte sich so noch den Extrapunkt. Bereits während des Rennens kam es zu diversen Strafen wegen Überschreitungen der Track-Limits in den Kurven 9 und 10. So wurden unter anderem Sainz jr. und Hamilton bestraft, welche die jeweilige Fünf-Sekunden-Zeitstrafe bei ihrem ersten Boxenstopp absaßen.
Aufgrund eines Protests von Aston Martin im Anschluss an das Rennen kam es am Abend zu weiteren nachträglichen Zeitstrafen durch die Rennkommissare. So erhielt Sainz jr. eine weitere Strafe von insgesamt 10 Sekunden und rutschte von Platz vier und Platz sechs ab. Hamilton erhielt ebenfalls zwei weitere Fünf-Sekunden-Zeitstrafen und verlor Platz 7 an seinen Teamkollegen Russell. Außerdem wurden Gasly und Albon mit jeweils insgesamt 10 Sekunden, Sargeant mit fünf Sekunden, Ocon mit gar 30 Sekunden für vier Vergehen, de Vries mit 15 Sekunden, Magnussen mit fünf Sekunden und Tsunoda mit 10 Sekunden bestraft. de Vries erhielt zusätzlich eine Zeitstrafe von fünf Sekunden für das Abdrängen von Magnussen. Das endgültige Resultat lautete daher Verstappen, Leclerc, Pérez, Norris, Alonso, Sainz jr, Russell, Hamilton, Stroll und Gasly.
Für die Scuderia Ferrari war es das 800. Podium in der Formel-1-Weltmeisterschaft. Verstappen gelang sein 42. Formel-1-Sieg, womit er an Ayrton Senna vorbeizog.
Sowohl in der Fahrer- als auch in der Konstrukteursweltmeisterschaft blieben die ersten drei Positionen unverändert.

## Meldeliste
| Team                                  | Nr. | Fahrer           | Chassis                           | Motor                             | Reifen |
| ------------------------------------- | --- | ---------------- | --------------------------------- | --------------------------------- | ------ |
| Oracle Red Bull Racing                | 01  | Max Verstappen   | Red Bull Racing RB19              | Honda RBPTH001                    | P      |
| Oracle Red Bull Racing                | 11  | Sergio Pérez     | Red Bull Racing RB19              | Honda RBPTH001                    | P      |
| Scuderia Ferrari                      | 16  | Charles Leclerc  | Ferrari SF-23                     | Ferrari 066/10                    | P      |
| Scuderia Ferrari                      | 55  | Carlos Sainz jr. | Ferrari SF-23                     | Ferrari 066/10                    | P      |
| Mercedes-AMG Petronas F1 Team         | 63  | George Russell   | Mercedes-AMG F1 W14 E Performance | Mercedes-AMG F1 M14 E Performance | P      |
| Mercedes-AMG Petronas F1 Team         | 44  | Lewis Hamilton   | Mercedes-AMG F1 W14 E Performance | Mercedes-AMG F1 M14 E Performance | P      |
| BWT Alpine F1 Team                    | 31  | Esteban Ocon     | Alpine A523                       | Renault E-Tech RE23               | P      |
| BWT Alpine F1 Team                    | 10  | Pierre Gasly     | Alpine A523                       | Renault E-Tech RE23               | P      |
| McLaren F1 Team                       | 81  | Oscar Piastri    | McLaren MCL60                     | Mercedes-AMG F1 M14 E Performance | P      |
| McLaren F1 Team                       | 04  | Lando Norris     | McLaren MCL60                     | Mercedes-AMG F1 M14 E Performance | P      |
| Alfa Romeo F1 Team Stake              | 77  | Valtteri Bottas  | Alfa Romeo C43                    | Ferrari 066/10                    | P      |
| Alfa Romeo F1 Team Stake              | 24  | Zhou Guanyu      | Alfa Romeo C43                    | Ferrari 066/10                    | P      |
| Aston Martin Aramco Cognizant F1 Team | 18  | Lance Stroll     | Aston Martin AMR23                | Mercedes-AMG F1 M14 E Performance | P      |
| Aston Martin Aramco Cognizant F1 Team | 14  | Fernando Alonso  | Aston Martin AMR23                | Mercedes-AMG F1 M14 E Performance | P      |
| MoneyGram Haas F1 Team                | 20  | Kevin Magnussen  | Haas VF-23                        | Ferrari 066/10                    | P      |
| MoneyGram Haas F1 Team                | 27  | Nico Hülkenberg  | Haas VF-23                        | Ferrari 066/10                    | P      |
| Scuderia AlphaTauri                   | 21  | Nyck de Vries    | AlphaTauri AT04                   | Honda RBPTH001                    | P      |
| Scuderia AlphaTauri                   | 22  | Yuki Tsunoda     | AlphaTauri AT04                   | Honda RBPTH001                    | P      |
| Williams Racing                       | 23  | Alexander Albon  | Williams FW45                     | Mercedes-AMG F1 M14 E Performance | P      |
| Williams Racing                       | 02  | Logan Sargeant   | Williams FW45                     | Mercedes-AMG F1 M14 E Performance | P      |

## Klassifikationen

### Qualifying
| Pos.                                                                      | Fahrer           | Konstrukteur                 | Q1       | Q2       | Q3       | Start |
| ------------------------------------------------------------------------- | ---------------- | ---------------------------- | -------- | -------- | -------- | ----- |
| 01                                                                        | Max Verstappen   | Red Bull Racing-Honda RBPT   | 1:05,116 | 1:04,950 | 1:04,391 | 01    |
| 02                                                                        | Charles Leclerc  | Ferrari                      | 1:05,567 | 1:05,308 | 1:04,438 | 02    |
| 03                                                                        | Carlos Sainz jr. | Ferrari                      | 1:05,339 | 1:04,974 | 1:04,581 | 03    |
| 04                                                                        | Lando Norris     | McLaren-Mercedes             | 1:05,617 | 1:05,038 | 1:04,658 | 04    |
| 05                                                                        | Lewis Hamilton   | Mercedes                     | 1:05,673 | 1:05,181 | 1:04,819 | 05    |
| 06                                                                        | Lance Stroll     | Aston Martin Aramco-Mercedes | 1:05,710 | 1:05,087 | 1:04,893 | 06    |
| 07                                                                        | Fernando Alonso  | Aston Martin Aramco-Mercedes | 1:05,655 | 1:05,120 | 1:04,911 | 07    |
| 08                                                                        | Nico Hülkenberg  | Haas-Ferrari                 | 1:05,740 | 1:05,361 | 1:05,090 | 08    |
| 09                                                                        | Pierre Gasly     | Alpine-Renault               | 1:05,515 | 1:05,188 | 1:05,170 | 09    |
| 10                                                                        | Alexander Albon  | Williams-Mercedes            | 1:05,673 | 1:05,387 | 1:05,823 | 10    |
| 11                                                                        | George Russell   | Mercedes                     | 1:05,686 | 1:05,428 | –        | 11    |
| 12                                                                        | Esteban Ocon     | Alpine-Renault               | 1:05,729 | 1:05,453 | –        | 12    |
| 13                                                                        | Oscar Piastri    | McLaren-Mercedes             | 1:05,683 | 1:05,680 | –        | 13    |
| 14                                                                        | Valtteri Bottas  | Alfa Romeo-Ferrari           | 1:05,763 | 1:05,655 | –        | 14    |
| 15                                                                        | Sergio Pérez     | Red Bull Racing-Honda RBPT   | 1:05,177 | 2:06,688 | –        | 15    |
| 16                                                                        | Yuki Tsunoda     | AlphaTauri-Honda RBPT        | 1:05,784 | –        | –        | 16    |
| 17                                                                        | Zhou Guanyu      | Alfa Romeo-Ferrari           | 1:05,818 | –        | –        | 17    |
| 18                                                                        | Logan Sargeant   | Williams-Mercedes            | 1:05,948 | –        | –        | 18    |
| 19                                                                        | Kevin Magnussen  | Haas-Ferrari                 | 1:05,971 | –        | –        | 19    |
| 20                                                                        | Nyck de Vries    | AlphaTauri-Honda RBPT        | 1:05,974 | –        | –        | 20    |
| 107-Prozent-Zeit: 1:09,674 min (bezogen auf Q1-Bestzeit von 1:05,116 min) |                  |                              |          |          |          |       |

### Sprint-Shootout
| Pos.                                                                      | Fahrer           | Konstrukteur                 | Q1       | Q2         | Q3       | Sprint -Start |
| ------------------------------------------------------------------------- | ---------------- | ---------------------------- | -------- | ---------- | -------- | ------------- |
| 01                                                                        | Max Verstappen   | Red Bull Racing-Honda RBPT   | 1:06,236 | 1:05,371   | 1:04,440 | 01            |
| 02                                                                        | Sergio Pérez     | Red Bull Racing-Honda RBPT   | 1:06,924 | 1:05,836   | 1:04,933 | 02            |
| 03                                                                        | Lando Norris     | McLaren-Mercedes             | 1:06,723 | 1:05,699   | 1:05,010 | 03            |
| 04                                                                        | Nico Hülkenberg  | Haas-Ferrari                 | 1:06,548 | 1:06,091   | 1:05,084 | 04            |
| 05                                                                        | Carlos Sainz jr. | Ferrari                      | 1:06,187 | 1:05,434   | 1:05,136 | 05            |
| 06                                                                        | Charles Leclerc  | Ferrari                      | 1:07,061 | 1:05,673   | 1:05,245 | 09            |
| 07                                                                        | Fernando Alonso  | Aston Martin Aramco-Mercedes | 1:06.611 | 1:05,759   | 1:05,258 | 06            |
| 08                                                                        | Lance Stroll     | Aston Martin Aramco-Mercedes | 1:06,569 | 1:05,914   | 1:05,347 | 07            |
| 09                                                                        | Esteban Ocon     | Alpine-Renault               | 1:06,840 | 1:05,604   | 1:05,366 | 08            |
| 10                                                                        | Kevin Magnussen  | Haas-Ferrari                 | 1:06,629 | 1:05,730   | 1:05,912 | 10            |
| 11                                                                        | Alexander Albon  | Williams-Mercedes            | 1:06,892 | 1:06,152   | –        | 11            |
| 12                                                                        | Pierre Gasly     | Alpine-Renault               | 1:06,873 | 1:06,360   | –        | 12            |
| 13                                                                        | Yuki Tsunoda     | AlphaTauri-Honda RBPT        | 1:06,896 | 1:06,369   | –        | 13            |
| 14                                                                        | Nyck de Vries    | AlphaTauri-Honda RBPT        | 1:06,704 | 1:06,593   | –        | 14            |
| 15                                                                        | George Russell   | Mercedes                     | 1:06,653 | keine Zeit | –        | 15            |
| 16                                                                        | Zhou Guanyu      | Alfa Romeo-Ferrari           | 1:07,062 | –          | –        | 16            |
| 17                                                                        | Oscar Piastri    | McLaren-Mercedes             | 1:07,106 | –          | –        | 17            |
| 18                                                                        | Lewis Hamilton   | Mercedes                     | 1:07,282 | –          | –        | 18            |
| 19                                                                        | Valtteri Bottas  | Alfa Romeo-Ferrari           | 1:07,291 | –          | –        | 19            |
| 20                                                                        | Logan Sargeant   | Williams-Mercedes            | 1:07,426 | –          | –        | 20            |
| 107-Prozent-Zeit: 1:10,820 min (bezogen auf Q1-Bestzeit von 1:06,187 min) |                  |                              |          |            |          |               |

### Sprintrennen
| Pos. | Fahrer           | Konstrukteur                 | Runden | Stopps | Zeit       | Start |
| ---- | ---------------- | ---------------------------- | ------ | ------ | ---------- | ----- |
| 01   | Max Verstappen   | Red Bull Racing-Honda RBPT   | 24     | 0      | 30:26,730  | 01    |
| 02   | Sergio Pérez     | Red Bull Racing-Honda RBPT   | 24     | 0      | + 21,048   | 02    |
| 03   | Carlos Sainz jr. | Ferrari                      | 24     | 0      | + 23,088   | 05    |
| 04   | Lance Stroll     | Aston Martin Aramco-Mercedes | 24     | 0      | + 29,703   | 07    |
| 05   | Fernando Alonso  | Aston Martin Aramco-Mercedes | 24     | 0      | + 30,109   | 06    |
| 06   | Nico Hülkenberg  | Haas-Ferrari                 | 24     | 1      | + 31,297   | 04    |
| 07   | Esteban Ocon     | Alpine-Renault               | 24     | 0      | + 36,602   | 08    |
| 08   | George Russell   | Mercedes                     | 24     | 1      | + 36,611   | 15    |
| 09   | Lando Norris     | McLaren-Mercedes             | 24     | 0      | + 38,608   | 03    |
| 10   | Lewis Hamilton   | Mercedes                     | 24     | 1      | + 46,375   | 18    |
| 11   | Oscar Piastri    | McLaren-Mercedes             | 24     | 1      | + 49,807   | 17    |
| 12   | Charles Leclerc  | Ferrari                      | 24     | 1      | + 50,789   | 09    |
| 13   | Alexander Albon  | Williams-Mercedes            | 24     | 1      | + 52,848   | 11    |
| 14   | Kevin Magnussen  | Haas-Ferrari                 | 24     | 1      | + 56,593   | 10    |
| 15   | Pierre Gasly     | Alpine-Renault               | 24     | 0      | + 57,652   | 12    |
| 16   | Yuki Tsunoda     | AlphaTauri-Honda RBPT        | 24     | 1      | + 1:04,822 | 13    |
| 17   | Nyck de Vries    | AlphaTauri-Honda RBPT        | 24     | 1      | + 1:05,617 | 14    |
| 18   | Logan Sargeant   | Williams-Mercedes            | 24     | 1      | + 1:06,659 | 20    |
| 19   | Zhou Guanyu      | Alfa Romeo-Ferrari           | 24     | 0      | + 1:10,825 | 16    |
| 20   | Valtteri Bottas  | Alfa Romeo-Ferrari           | 24     | 0      | + 1:16,435 | 19    |

### Rennen
| Pos.                                                            | Fahrer           | Konstrukteur                 | Runden | Stopps | Zeit        | Start | Schnellste Runde |
| --------------------------------------------------------------- | ---------------- | ---------------------------- | ------ | ------ | ----------- | ----- | ---------------- |
| 01                                                              | Max Verstappen   | Red Bull Racing-Honda RBPT   | 71     | 4      | 1:25:33,607 | 01    | 1:07,012 (71.)   |
| 02                                                              | Charles Leclerc  | Ferrari                      | 71     | 3      | + 5,155     | 02    | 1:08,820 (51.)   |
| 03                                                              | Sergio Pérez     | Red Bull Racing-Honda RBPT   | 71     | 3      | + 17,188    | 15    | 1:08,111 (52.)   |
| 04                                                              | Lando Norris     | McLaren-Mercedes             | 71     | 3      | + 26,327    | 04    | 1:08,739 (48.)   |
| 05                                                              | Fernando Alonso  | Aston Martin Aramco-Mercedes | 71     | 3      | + 30,317    | 07    | 1:09,108 (54.)   |
| 06                                                              | Carlos Sainz jr. | Ferrari                      | 71     | 3      | + 31,377    | 03    | 1:08,880 (50.)   |
| 07                                                              | George Russell   | Mercedes                     | 71     | 3      | + 48,403    | 11    | 1:09,283 (49.)   |
| 08                                                              | Lewis Hamilton   | Mercedes                     | 71     | 3      | + 49,196    | 05    | 1:09,160 (48.)   |
| 09                                                              | Lance Stroll     | Aston Martin Aramco-Mercedes | 71     | 4      | + 59,043    | 06    | 1:08,463 (57.)   |
| 10                                                              | Pierre Gasly     | Alpine-Renault               | 71     | 3      | + 1:07,667  | 09    | 1:09,046 (48.)   |
| 11                                                              | Alexander Albon  | Williams-Mercedes            | 71     | 3      | + 1:19,767  | 10    | 1:09,560 (53.)   |
| 12                                                              | Zhou Guanyu      | Alfa Romeo-Ferrari           | 70     | 3      | + 1 Runde   | 17    | 1:09,786 (46.)   |
| 13                                                              | Logan Sargeant   | Williams-Mercedes            | 70     | 3      | + 1 Runde   | 18    | 1:09,611 (45.)   |
| 14                                                              | Esteban Ocon     | Alpine-Renault               | 70     | 3      | + 1 Runde   | 12    | 1:09,797 (50.)   |
| 15                                                              | Valtteri Bottas  | Alfa Romeo-Ferrari           | 70     | 3      | + 1 Runde   | 14    | 1:09,940 (49.)   |
| 16                                                              | Oscar Piastri    | McLaren-Mercedes             | 70     | 4      | + 1 Runde   | 13    | 1:09,862 (46.)   |
| 17                                                              | Nyck de Vries    | AlphaTauri-Honda RBPT        | 70     | 3      | + 1 Runde   | 20    | 1:09,852 (46.)   |
| 18                                                              | Kevin Magnussen  | Haas-Ferrari                 | 70     | 3      | + 1 Runde   | 19    | 1:10,176 (37.)   |
| 19                                                              | Yuki Tsunoda     | AlphaTauri-Honda RBPT        | 70     | 4      | + 1 Runde   | 16    | 1:09,620 (45.)   |
| –                                                               | Nico Hülkenberg  | Haas-Ferrari                 | 12     | 1      | DNF         | 08    | 1:11,066 (07.)   |
| Fahrer des Tages: Lando Norris (26,1 % der abgegebenen Stimmen) |                  |                              |        |        |             |       |                  |

Anmerkungen
1. ↑  Sainz jr. erhielt aufgrund Track-Limits nachträglich eine Zeitstrafe von 10 Sekunden. Er rutschte dadurch von Platz 4 auf Platz 6.
2. ↑  Hamilton erhielt aufgrund Track-Limits nachträglich eine Zeitstrafe von 10 Sekunden. Er rutschte dadurch von Platz 7 auf Platz 8.
3. ↑  Gasly erhielt aufgrund Track-Limits nachträglich eine Zeitstrafe von 10 Sekunden. Er rutschte dadurch von Platz 9 auf Platz 10.
4. ↑  Albon erhielt aufgrund Track-Limits nachträglich eine Zeitstrafe von 10 Sekunden. An seiner Position änderte die Strafe nichts.
5. ↑  Sargeant erhielt aufgrund Track-Limits nachträglich eine Zeitstrafe von 5 Sekunden. An seiner Position änderte die Strafe nichts.
6. ↑  Ocon erhielt aufgrund Track-Limits nachträglich eine Zeitstrafe von 30 Sekunden. Er rutschte dadurch von Platz 12 auf Platz 14.
7. ↑  de Vries erhielt aufgrund Track-Limits nachträglich eine Zeitstrafe von 15 Sekunden. Zusätzlich erhielt er eine 5-Sekunden-Strafe für das Abdrängen von Magnussen. Er rutschte dadurch von Platz 15 auf Platz 17.
8. ↑  Magnussen erhielt aufgrund Track-Limits nachträglich eine Zeitstrafe von 5 Sekunden. An seiner Position änderte die Strafe nichts.
9. ↑  Tsunoda erhielt aufgrund Track-Limits nachträglich eine Zeitstrafe von 15 Sekunden. Er rutschte dadurch von Platz 18 auf Platz 19.

## WM-Stände nach dem Rennen
Die ersten acht des Sprintrennens bekamen 8, 7, 6, 5, 4, 3, 2 bzw. 1 Punkt(e). Die ersten zehn des Rennens bekamen 25, 18, 15, 12, 10, 8, 6, 4, 2 bzw. 1 Punkt(e). Zusätzlich wurde ein Punkt für die schnellste Rennrunde vergeben, wenn der betreffende Fahrer unter den ersten Zehn ins Ziel kam.

### Fahrerwertung
| Pos. | Fahrer           | Konstrukteur                 | Punkte |
| ---- | ---------------- | ---------------------------- | ------ |
| 01   | Max Verstappen   | Red Bull Racing-Honda RBPT   | 229    |
| 02   | Sergio Pérez     | Red Bull Racing-Honda RBPT   | 148    |
| 03   | Fernando Alonso  | Aston Martin Aramco-Mercedes | 131    |
| 04   | Lewis Hamilton   | Mercedes                     | 106    |
| 05   | Carlos Sainz jr. | Ferrari                      | 82     |
| 06   | Charles Leclerc  | Ferrari                      | 72     |
| 07   | George Russell   | Mercedes                     | 72     |
| 08   | Lance Stroll     | Aston Martin Aramco-Mercedes | 44     |
| 09   | Esteban Ocon     | Alpine-Renault               | 31     |
| 10   | Lando Norris     | McLaren-Mercedes             | 24     |

| Pos. | Fahrer          | Konstrukteur          | Punkte |
| ---- | --------------- | --------------------- | ------ |
| 11   | Pierre Gasly    | Alpine-Renault        | 16     |
| 12   | Nico Hülkenberg | Haas-Ferrari          | 9      |
| 13   | Alexander Albon | Williams-Mercedes     | 7      |
| 14   | Oscar Piastri   | McLaren-Mercedes      | 5      |
| 15   | Valtteri Bottas | Alfa Romeo-Ferrari    | 5      |
| 16   | Zhou Guanyu     | Alfa Romeo-Ferrari    | 4      |
| 17   | Yuki Tsunoda    | AlphaTauri-Honda RBPT | 2      |
| 18   | Kevin Magnussen | Haas-Ferrari          | 2      |
| 19   | Nyck de Vries   | AlphaTauri-Honda RBPT | 0      |
| 20   | Logan Sargeant  | Williams-Mercedes     | 0      |

### Konstrukteurswertung
| Pos. | Konstrukteur                 | Punkte |
| ---- | ---------------------------- | ------ |
| 01   | Red Bull Racing-Honda RBPT   | 377    |
| 02   | Mercedes                     | 178    |
| 03   | Aston Martin Aramco-Mercedes | 175    |
| 04   | Ferrari                      | 154    |
| 05   | Alpine-Renault               | 47     |

| Pos. | Konstrukteur          | Punkte |
| ---- | --------------------- | ------ |
| 06   | McLaren-Mercedes      | 29     |
| 07   | Haas-Ferrari          | 11     |
| 08   | Alfa Romeo-Ferrari    | 9      |
| 09   | Williams-Mercedes     | 7      |
| 10   | AlphaTauri-Honda RBPT | 2      |